# Lyes Salem
Pour les articles homonymes, voir Salem.
Lyes Salem (en arabe : إلياس سالم), né le 7 juillet 1973 à Alger est un acteur, scénariste et réalisateur franco-algérien.

## Biographie

### Jeunesse et formation
Lyes Salem naît le 7 juillet 1973 à Alger.
Élève au lycée Molière de Paris, il s'inscrit ensuite en lettres modernes à la Sorbonne, puis poursuit sa formation à l'école du Théâtre national de Chaillot et au Conservatoire national supérieur d'art dramatique.

### Carrière
En 1999, il réalise son premier court métrage intitulé Lhasa, suivi en 2001 de Jean-Farès, qui obtient le prix du meilleur film court lors du 12e festival du cinéma africain de Milan en 2002, le prix Jeune public au festival Cinémed de Montpellier et un prix au premier festival international du film de Marrakech en 2001.
Avec Cousines, en 2003, Lyes Salem évoque l'évolution des mentalités dans une société en mutation et peint un portrait de l'Algérie d'aujourd'hui. Ce court métrage remporte de nombreux prix internationaux et un César.
En 2008, il signe son premier long métrage, Mascarades, produit par Dharamsala, qui a été choisi par l'Algérie pour représenter le pays aux Oscars. Le titre initial était Les Trois Mensonges, où il est question de Rym, jeune sœur de Mounir Mekbel, atteinte de narcolepsie dans un village de l'Algérie profonde.

## Filmographie
Sauf indication contraire, les informations mentionnées dans cette section peuvent être confirmées par les bases de données cinématographiques  présentes dans la section « Liens externes ».

### Acteur

#### Cinéma

##### Longs métrages
- 1998 : Cuisine américaine de Jean-Yves Pitoun : Karim
- 1999 : Rendez-vous in Samarkand de Tim Bridwell : Mohammed
- 2003 : Filles uniques de Pierre Jolivet : L'avocat
- 2004 : À ton image d'Aruna Villiers : Antoine
- 2004 : Banlieue 13 de Pierre Morel : Samy
- 2005 : Alex de José Alcala : Karim
- 2005 : Munich de Steven Spielberg : Un garde arabe
- 2007 : Délice Paloma de Nadir Moknèche : Maître Djaffar
- 2008 : Mascarades de lui-même : Mounir Mekbel
- 2010 : La Tête en friche de Jean Becker : Youssef, le serveur
- 2010 : Dernier étage, gauche, gauche d'Angelo Cianci : Hamza Bariba
- 2011 : Poupoupidou de Gérald Hustache-Mathieu : Gus
- 2013 : Rock the Casbah de Laïla Marrakchi : Youssef
- 2013 : L'Oranais de lui-même : Djaffar
- 2015 : Je suis mort mais j’ai des amis de Guillaume Malandrin et Stéphane Malandrin : Dany
- 2015 : Je suis à vous tout de suite de Baya Kasmi : le douanier algérien
- 2016 : Carole Matthieu de Louis-Julien Petit : Alain
- 2017 : Ôtez-moi d'un doute de Carine Tardieu : Madjid
- 2017 : Sparring de Samuel Jouy : Omar
- 2018 : La Finale de Robin Sykes : Hicham Soualem
- 2019 : Le Mystère Henri Pick de Rémi Bezançon : le producteur de l'émission Infinitif
- 2019 : Abou Leila d'Amin Sidi-Boumédiène : Lotfi
- 2020 : ADN de Maïwenn : l'homme du consulat
- 2020 : Cigare au miel de Kamir Aïnouz : le père de Selma
- 2021 : La Vraie Famille de Fabien Gorgeart : Driss
- 2022 : Coupez ! de Michel Hazanavicius : Mounir
- 2022 : Youssef Salem a du succès de Baya Kasmi : Rachid
- 2022 : Pour la France de Rachid Hami : colonel Mohamedi
- 2023 : Veuillez nous excuser pour la gêne occasionnée d'Olivier Van Hoofstadt : le père d'Adel
- 2024 : Ma part de Gaulois de Malik Chibane : Aziz Chakraoui
- 2024 : Nous, les Leroy de Florent Bernard : Claude
- 2024 : Paternel de Ronan Tronchot : Amine
- 2025 : Avignon de Johann Dionnet : Serge

##### Courts métrages
- 1998 : Tatoo de Grégori Baquet: un client du rade
- 2000 : Clan destin d'Abdel Hamid Krim
- 2000 : Échos d'Algérie de Khaled Ammari
- 2001 : Jean-Farès de lui-même : Driss Ben Yali
- 2001 : Heureuse de Céline Nieszawer : un invité
- 2004 : Cousines de lui-même : Driss
- 2006 : Bonne nuit Malik de Bruno Danan : le client refusé
- 2010 : Tempus fugit de Fred Grivois : Frank
- 2010 : T'embrasser une dernière fois d'Olivier Jahan : Selim
- 2011 : Brûleurs de Farid Bentoumi : le pêcheur
- 2014 : Le Cinéma du dimanche soir de Ludovic Girard : Nico
- 2016 : En face de Jérémie Guez : Ali
- 2018 : Nefta Football Club d'Yves Piat : Salim
- 2019 : Ramdam de Sylvain de Zangroniz : un membre de la mosquée

#### Télévision

##### Séries télévisées
- 1995 : Highlander : Aram
- 2005 : Les Cordier, juge et flic : Sami
- 2011 : Hard : Henri Sainte-Rose
- 2019 : Le Grand Bazar : Mohamed
- 2022 : Oussekine : le responsable des titres de propriétés en Algérie
- 2024 : Le Remplaçant (saison 2) : Farid
- 2024 : A Gentleman in Moscow (saison 1) : Andrey Duras

##### Téléfilms
- 2005 : Nuit noire, 17 octobre 1961 d'Alain Tasma : Omar
- 2007 : L'Affaire Sacha Guitry de Fabrice Cazeneuve: l'Espagnol
- 2007 : L'Affaire Ben Barka de Jean-Pierre Sinapi : Achaachi
- 2012 : Il était une fois… peut-être pas de Charles Nemes : Mohamed
- 2018 : Dévoilées de Jacob Berger : Jibril
- 2023 : Le Colosse aux pieds d'argile de Stéphanie Murat

### Réalisateur
- 1999 : Lhasa (court métrage)
- 2001 : Jean-Farès (court métrage)
- 2004 : Cousines (court métrage)
- 2008 : Mascarades
- 2013 : L'Oranais
- 2015 : Ni vu ni connu (court métrage)

## Théâtre
Sauf indication contraire ou complémentaire, les informations mentionnées dans cette section peuvent être confirmées par la base de données Les Archives du spectacle.
- 1999 : La Nuit des rois de William Shakespeare
- 1999 : Roméo et Juliette de William Shakespeare
- 2001 : La Nuit des rois de William Shakespeare
- 2001 : Macbeth de William Shakespeare
- 2005 : L'Orage d'Alexandre Ostrovski ; 2006, tournée
- 2011 : L'Art de la comédie d’Eduardo De Filippo, tournée
- 2019 : Les Justes d'Albert Camus, mise en scène d'Abd Al Malik, Théâtre du Châtelet
- 2024 : Par les villages de Peter Handke, mise en scène de Sébastien Kheroufi, Théâtre des Quartiers d'Ivry et Centre Pompidou[3]
- 2025 : Anatomie d'un suicide d'Alice Birch, mise en scène de Christophe Rauck, Théâtre Nanterre-Amandiers

## Distinctions
Sauf indication contraire, les informations mentionnées dans cette section peuvent être confirmées par les bases de données cinématographiques  présentes dans la section « Liens externes ».
- Festival de la fiction TV de La Rochelle 2012 : meilleure interprétation masculine pour Il était une fois… peut-être pas[4]
- Festival du film francophone d'Angoulême 2014 : Valois du meilleur acteur pour L'Oranais
- Festival international des jeunes réalisateurs de Saint-Jean-de-Luz 2014 : Chistera du jury des jeunes pour L'Oranais
- Journées cinématographiques de Carthage 2019 : Tanit de la meilleure interprétation masculine pour Abou Leila